# Saint-Remibasilikan

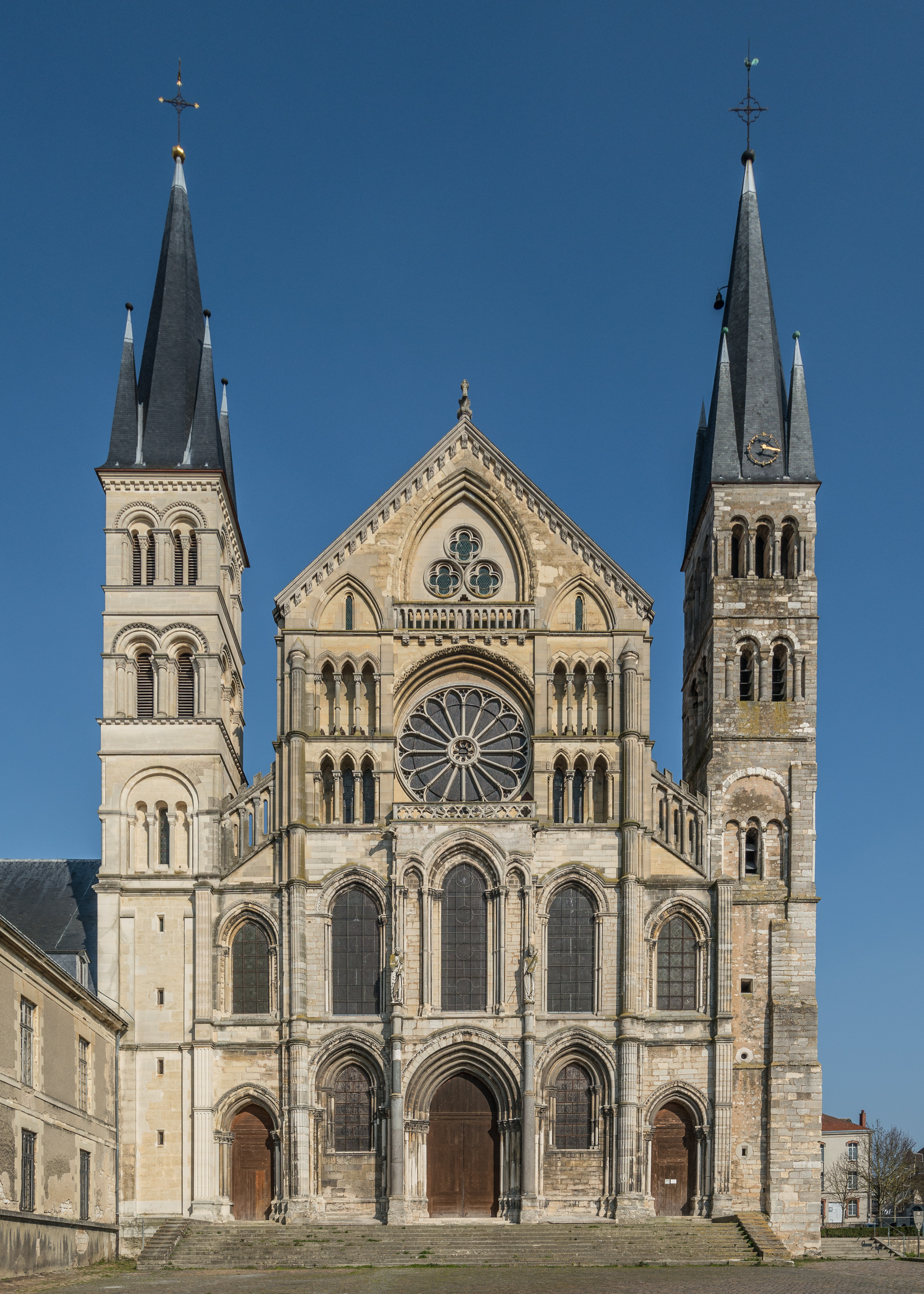
Saint-Remibasilikan

Saint-Remibasilikan är en basilika i Reims i Frankrike som byggdes år 1000.
I basilikan finns relikerna av Remigius av Reims, ärkebiskopen av Reims som konverterade den frankiske kungen Klodvig I till kristendom år 496 efter att denne hade vunnit över alemannerna i slaget vid Tulpiacum.
Basilikan förklarades som helig av påve Leo IX 1049. Mittskeppet och tvärskeppet i romansk stil utgör de äldsta delarna, medan fasaden på det södra tvärskeppet är den senast byggda delen av kyrkan.
Många värdefulla föremål stals ur basilikan under franska revolutionen, men glasmålningarna från 1100-talet finns kvar.
Saint-Remibasilikan är sedan 1991, tillsammans med den närliggande katedralen i Reims och Taupalatset, en del av Unescos världsarv.